# Геологічеське
Геологі́чеське (каз. Геологическое) — село у складі Бухар-Жирауського району Карагандинської області Казахстану. Входить до складу Каражарського сільського округу.
Населення — 180 осіб (2021; 341 у 2009, 488 у 1999, 546 у 1989).
Національний склад станом на 1989 рік:
- росіяни — 51 %;
- казахи — 22 %.